# 御廚站 (長崎縣)

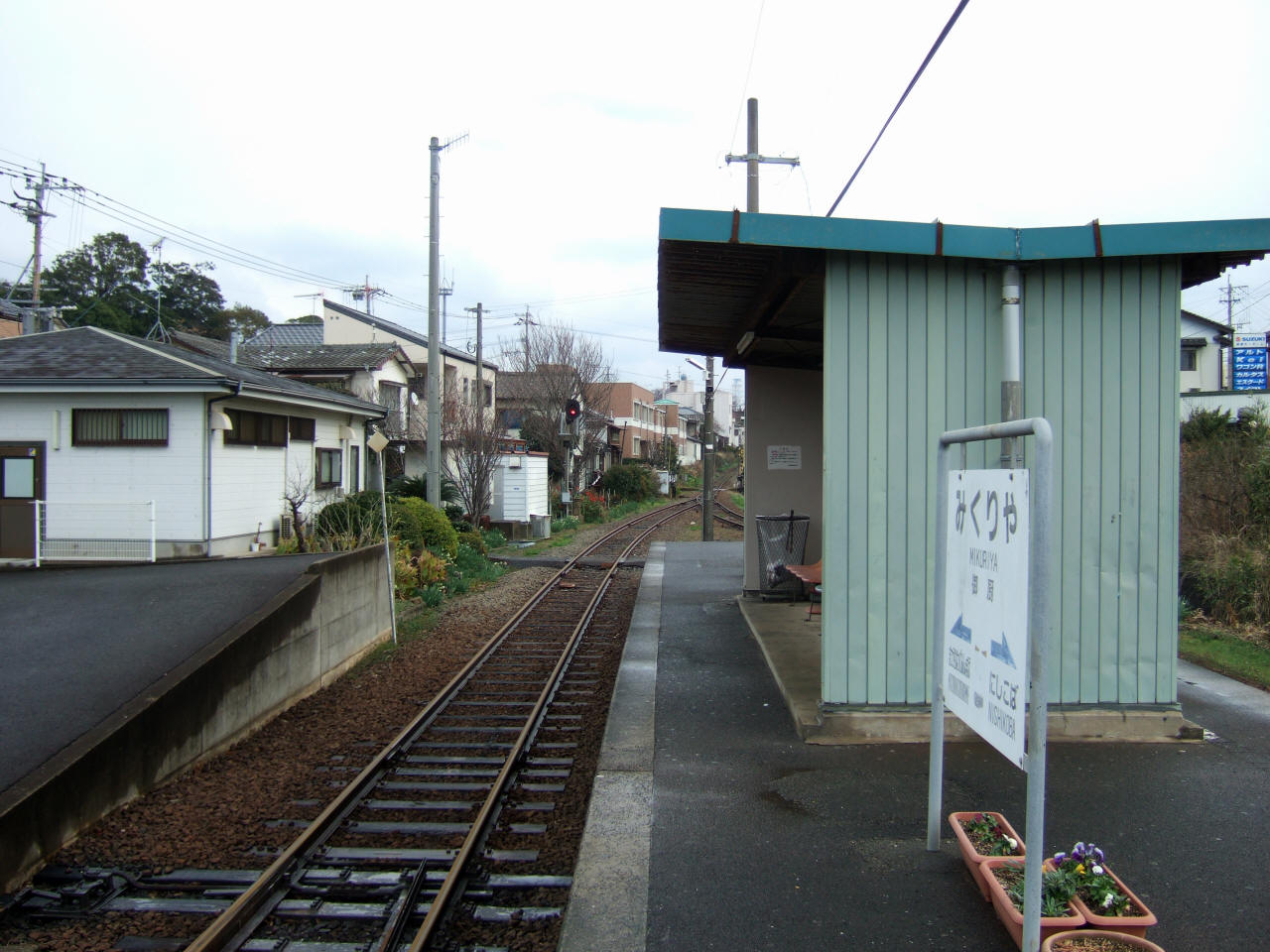
月台 左後方的建築物是候車室（2008年2月）

御廚站（日语：／ Mikuriya eki */?）是位於長崎縣松浦市御廚町里免，松浦鐵道的西九州線車站。
此站是長崎縣最北車站。

## 歷史
- 1935年（昭和10年）8月6日 - 肥前御廚站啟用。
- 1970年（昭和45年）10月1日 - 結束貨物起卸業務，成為業務委託車站。
- 1987年（昭和62年）4月1日 - 伴隨國鐵分割民營化，車站由九州旅客鐵道（JR九州）營運[1][2][3]，成為JR九州松浦線車站。
- 1988年（昭和63年）4月1日 - 松浦鐵道接管松浦線，成為松浦鐵道西九州線車站。同時改名為御廚站。同時成為無人車站。

## 車站構造
車站是一座地面車站，設有1面2線的島式月台。此站是業務委託車站。車站大樓與月台之間設有站內平交道連接。車站內設有候車室和藥房（營業時間：除了星期日及假日外，早上9時至下午6時）。

### 月台
| 月台         | 路線      | 上下行 | 方向                         |
| ------------ | --------- | ------ | ---------------------------- |
| 車站大樓一方 | ■西九州線 | 上行   | 松浦、伊萬里方向             |
| 南邊         | ■西九州線 | 下行   | 田平平戶口、佐佐、佐世保方向 |

## 車站周邊
- 松浦市政廳 御廚分所
- 國道204號
- 松浦市立御廚小學（日语：松浦市立御厨小学校）
- 松浦市立御廚中學
- 押渕醫院
- A-Coop（日语：エーコープ）御廚店
- 御廚港（鷹島汽船 前往鷹島阿翁港的乘船處）

## 使用狀況
以下為1日平均乘車人次列表：
| 乘車人員變化 | 乘車人員變化 |
| 年度         | 1日平均人次  |
| ------------ | ------------ |
| 1998         | 239          |
| 1999         | 278          |
| 2000         | 238          |
| 2001         | 246          |
| 2002         | 306          |
| 2003         | 249          |
| 2004         | 235          |
| 2005         | 232          |
| 2006         | 198          |
| 2007         | 170          |
| 2008         | 172          |
| 2009         | 150          |
| 2010         | 162          |

## 巴士路線

### 西肥巴士
＜松浦方向＞
- 御廚站前 - 松浦站前

＜平戶方向＞
- 御廚站前 - 平戶口站前 - 平戶口棧橋（日语：田平港#田平港ターミナルビル） - 平戶棧橋（日语：平戸港#平戸港ターミナルビル）

### 松浦市乘合巴士
＜郭公尾方向＞
- 御廚站前 - 樋渡 - 板橋 - 栗越- 天龍姬神社前 - 郭公尾公民館前 - 西山公民館 - 松浦市政廳 - 松浦交通中心 （※星期六、日及假日暫停服務）
- 御廚站前 - 樋渡 - 板橋公民館前 - 紀念碑前 - 樋渡 - 寺之尾公會堂前 - 郭公尾公民館前 （※星期六、日及假日暫停服務）
- 御廚站前 - 樋渡 - 板橋 - 樋渡 - 寺之尾公會堂前 - 郭公尾公民館前 （※星期六、日及假日暫停服務）
- 御廚站前 - 中野 - 寺之尾中公民館 - 寺之尾中公民館 - 原入口 - 寺之尾 - 郭公尾公民館前 （※星期六、日及假日暫停服務）

＜星鹿地區循環＞
- 御廚站前 - 牟田 - 下田入口 - 大石 - 星鹿 - 川原邊田公民館前 - 御廚郵局前 - 御廚站前 （圍繞牟田）（※星期六、日及假日暫停服務）
- 御廚站前 - 御廚郵局前 - 川原邊田公民館前 - 星鹿 - 大石 - 下田入口 - 牟田 - 御廚站前（圍繞御廚郵局）（※星期六、日及假日暫停服務）

＜西木場方向＞
- 御廚站前 - 御廚小學前 - 小船公民館 - 川內 - 西木場站前 - 西木場公民館前 （※星期六、日及假日暫停服務）

### 小月観光
- Canal City博多（日语：キャナルシティ博多）

## 相鄰車站
松浦鐵道
西九州線
松浦發電所前－御廚－西木場

## 注腳
1. ↑  九州鉄道百年祭実行委員会・百年史編纂部会 (编).  初版. 九州旅客鉄道. 1988: 181 （日语）.
2. ↑  『交通年鑑 昭和63年版』 交通協力會，1988年3月。
3. ↑  今村都南雄 『民営化の效果と現実NTTとJR』 中央法規出版，1997年8月。ISBN 978-4805840863
4. ↑  長崎縣統計年鑑

## 外部連結
- 御廚站時間表 （页面存档备份，存于）（日語） - 松浦鐵道